# Броневицкая, Илона Александровна
Ило́на Алекса́ндровна Броневи́цкая (род. 17 февраля 1961, Ленинград) — советская и российская эстрадная певица, киноактриса, теле- и радиоведущая. Лауреат Всесоюзного конкурса исполнителей «Ялта 88». Заслуженная артистка РФ (2024). Дочь композитора Александра Броневицкого и певицы Эдиты Пьехи. Мать Стаса Пьехи.
Предпринимательница, владеет фирмой, занимающейся стерилизацией бездомных собак в Московской области по госзаказу, в 2018 году стала одним из лидеров этого рынка, выиграв тендеры на общую сумму более 22 миллионов рублей.

## Биография
Родилась 17 февраля 1961 года в Ленинграде в семье основателя ансамбля «Дружба», композитора Александра Броневицкого (1931—1988) и певицы Эдиты Пьехи (род. 1937).
Мать уделяла Илоне мало внимания из-за занятости на гастролях. До 15 лет воспитывалась бабушкой, которая очень сильно её раскормила, в связи с чем Броневицкой был поставлен диагноз «волчий», то есть расширенный желудок, она могла съесть за один раз двух цыплят табака. В результате Илоне пришлось лечиться, чтобы похудеть.
Училась в 1978—1982 годах в Ленинградском государственном институте театра, музыки и кинематографии на эстрадном отделении драматического факультета. Окончив институт, работала в театре «Буфф», а в 1986—1988 гг. пела в коллективе Эдиты Пьехи. В 1988 году Броневицкая стала лауреатом Всесоюзного конкурса исполнителей «Ялта-88», получив третью премию, после чего начала концертную деятельность. В 1989 году дала первый сольный концерт в Иркутске, а в 1995 году выпустила первый сольный альбом «Танцы на завтрак». Известность Илона Броневицкая получила благодаря участию в программе «Шире круг» в качестве ведущей. В 1995—1997 гг. была одной из ведущих программы «Утренняя почта».
В сентябре 2016 года была доверенным лицом партии «Единая Россия» на выборах в Государственную думу VII созыва. В том же году планировала баллотироваться в Мособлдуму от той же партии, но не прошла праймериз из-за того, что проигнорировала дебаты с оппонентами.
Член Общественного совета при УВД по ЗАО ГУ МВД России по городу Москве.
В 2020 году призывала в клипе голосовать за изменения Конституции 1993 года, внесённые Путиным.
Была одной из первых в России владелиц карликовой свиньи мини-пиг. Животное прожило у неё 15 лет, разрослось до 120 килограммов, не было кастрировано, вело себя агрессивно и своими клыками серьёзно поранило Броневицкую.
Является членом партии «Единая Россия».

## Бизнес
Броневицкая является председателем правления АНО «Центр содержания бездомных животных», а учредителями этой фирмы — её родственники: дочь Эрика Быстрова и муж Евгений Тимошенков. Броневицкая внедряет в Подмосковье методику стерилизации бродячих собак, для этого она создала АНО «Центр содержания бездомных животных», сотрудники которого начали отлавливать собак, стерилизовать их, вакцинировать и выпускать обратно на улицы городов для свободного обитания. В марте 2016 года администрация Ленинского района объявила аукцион на участие в программе ОСВВ (отлов-стерилизация-вакцинация-возврат), единственную заявку подала организация Броневицкой. В мае с ней был заключён контракт до конца года на сумму в 2,3 млн рублей. Согласно контракту, необходимо поймать и стерилизовать 475 бездомных собак. На каждую выделяется порядка 4,8 тыс. рублей. Кобелей организация не кастрирует. В мае того же года фирма актрисы получила контракт на оказание услуг по регулированию численности безнадзорных животных на территории населённых пунктов городского поселения Мытищи на сумму 2 022 346 рублей.
В 2018 году фирма Илоны Броневицкой АНО «ЦСБЖ» получила из бюджета Московской области 22 миллиона 351 тысячу рублей на стерилизацию и возвращения обратно на улицы городов бродячих собак.

## Недвижимость
В 1990-е годы Броневицкая обменяла свою трёхкомнатную квартиру на аналогичную в Москве, в районе станции метро «Водный стадион», затем её продала и вырученные деньги вложила в финансовую пирамиду «Властилина», однако в результате осталась без денег и жилья.
В 2002 году газета «Комсомольская правда» сообщила, что Броневицкая проживает в съёмной квартире вместе с сыном, дочерью, мужем и домашними животными.
В 2011 году Броневицкая строила дачный дом на участке площадью в 40 соток в селе Покровское Перемышльского района Калужской области.
В 2017 году портал «Вести.ру» сообщил, что Илоне Броневицкой ранее принадлежали апартаменты стоимостью в 40 миллионов рублей в элитном жилом комплексе в московском районе «Сокольники».

## Критика
Журналист «Комсомольской правды» Ульяна Скойбеда упрекнула Броневицкую в лоббизме при работе над законом о животных в Госдуме РФ в конце 2010-х. По наблюдению репортера, на обсуждение скандального законопроекта не пускали профильных специалистов — зоологов, ветеринаров и кинологов, однако певица, чей бизнес строится на господрядах по стерилизации бродячих собак, свободно заходила на заседания думской рабочей группы

## Дискография
- 1995 — «Танцы на завтрак»[19]
- 1996 — «Что вы хотите, клиенты?»[19]
- 2005 — «Песни на завтрак»[19]

## Телепередачи
- «Шире круг»[19]
- «Утренняя почта»[19]

## Награды
- Заслуженная артистка Российской Федерации (2024)[источник не указан 91 день]
- Почётная грамота Министерства обороны Российской Федерации (2022) — за оказание содействия в решении задач, возложенных на Вооруженные Силы Российской Федерации[20]
- Награда Минобороны России (2020) — за особые творческие заслуги[21]
- Знак «За содействие МВД России» (2018) — за личный вклад в патриотическое воспитание москвичей, за поддержание доверительных отношений к полиции[22]
- Почётное звание «Ветеран труда»[23].

## Фильмография
- 1981 — «Наше призвание» — Герка Фрадкина
- 1986 — «Я вожатый форпоста» — Герка Фрадкина
- 1989 — «Куд-куд-куда?!..» —

## Семья и хобби
- Мать — Эдита Станиславовна Пьеха (род. 31 июля 1937), знаменитая эстрадная певица СССР и России, Народная артистка СССР (1988).
- Отец — Александр Александрович Броневицкий (1931—1988), советский композитор, хоровой дирижёр, основатель и руководитель первого в СССР вокально-инструментального ансамбля «Дружба» (Ленинград).
- Первый муж — Пятрас Герулис, литовский джазовый музыкант, театральный режиссёр. Брак распался в 1981 году[24].
  - Сын — Станислав Пятрасович Пьеха (род. 13 августа 1980), российский певец и поэт.
    - Внук — Пётр Пьеха (род. 22 марта 2014).
- Второй муж — Юрий Быстров, музыкант, пианист, композитор, работал музыкальным руководителем театра «Буфф»[25].
  - Дочь — Эрика Юрьевна Быстрова (род. 20 мая 1986), архитектор, дизайнер интерьеров, окончила Московский архитектурный институт[26].
    - Внучка — Василиса (род. 2 октября 2013).
- Третий муж — Евгений Тимошенков, музыкант, работал клавишником у певицы Светланы Лазаревой[27].

Сын Броневицкой, Стас Пьеха, утверждает, что его мать часто уезжала на гастроли и уделяла ему и своей семье мало времени, в результате в возрасте 15 лет он приобрёл серьёзную алкогольную зависимость, излечиться от которой смог только через два десятилетия,а в 2017 году признался, что чувство одиночества пытался заглушить наркотиками и приобрёл героиновую зависимость, расстался с наркотиками лишь после того как пережил три инфаркта.
Давнее увлечение Броневицкой — помощь бродячим собакам. Она участвует в деятельности приютов и отвозит собак на лечение в Германию. В её личном приюте «Домашний», который находится в посёлке Измайлово Ленинского района Московской области, содержится 200 собак, из которых лишь одна породистая, остальные — это животные, родившиеся на улицах. По состоянию на 2017 год, она являлась помощником Губернатора Московской области по вопросам обращения с бездомными животными, посещала в этом качестве собачьи приюты в различных районах региона. При этом Броневицкая выступает категорическим противником гуманной эвтаназии невостребованных собак в муниципальных приютах, считая, что этих животных нужно стерилизовать и выпускать обратно на городские улицы.